# ステラサウルス
ステラサウルス(Stellasaurus)は、アメリカ・モンタナ州ツーメディスン累層(後期白亜紀カンパニアン期)から化石が発見されているケラトプス類セントロサウルス亜科に分類される恐竜の絶滅した属の一つ。2010に新属ルベオサウルスとして記載されたが、2019年の再評価でルベオサウルスの独自性はスティラコサウルスの模式種スティラコサウルス・アルベルテンシスの個体変異の範疇と見なされ、そのジュニアシノニムと改められた。その後、ルベオサウルスに割り当てられた標本のうち、頭頂骨標本MOR 492が2020年に再評価され新属新種ステラサウルス・アンケラエとして記載された。
モンタナ州北西部のツーメディスン層では、セントロサウルス亜科の化石が多数発見されており、これまで3属3種が有効とされてきた。ルベオサウルス・オヴァトゥス、エイニオサウルス・プロクルヴィコルニス、アケロウサウルス・ホルネリの３種である。このうちルベオサウルスの有効性が再評価され、スティラコサウルス・オヴァトゥスのホロタイプとして原記載された標本群のみがルベオサウルスの標本であることが示された。これまでルベオサウルス・オヴァトゥスと呼ばれていた標本のうちの一つは、エウセントロサウラのステラサウルス・アンケラエ (Stellasaurus ancellae)として新属新種記載された。 ステラサウルスは細長い鼻角、小さな上眼窩角、頭頂骨の直線状の細長い第3縁頭頂骨、やや細長い第4縁頭頂骨、短い第5、第6、第7縁頭頂骨を持つなど、エウセントロサウラの独特な特徴の組み合わせを示している。ステラサウルスはエウセントロサウラの層序上においてスティラコサウルス・アルベルテンシスやエイニオサウルスの中間的な存在であり、形態においても同様に中間的である。統一参照枠の中で評価すると、ステラサウルス・アンケラエはエウセントロサウラの基盤的系統の中の過渡的な分類群であるという仮説を後押しする。

## 記載

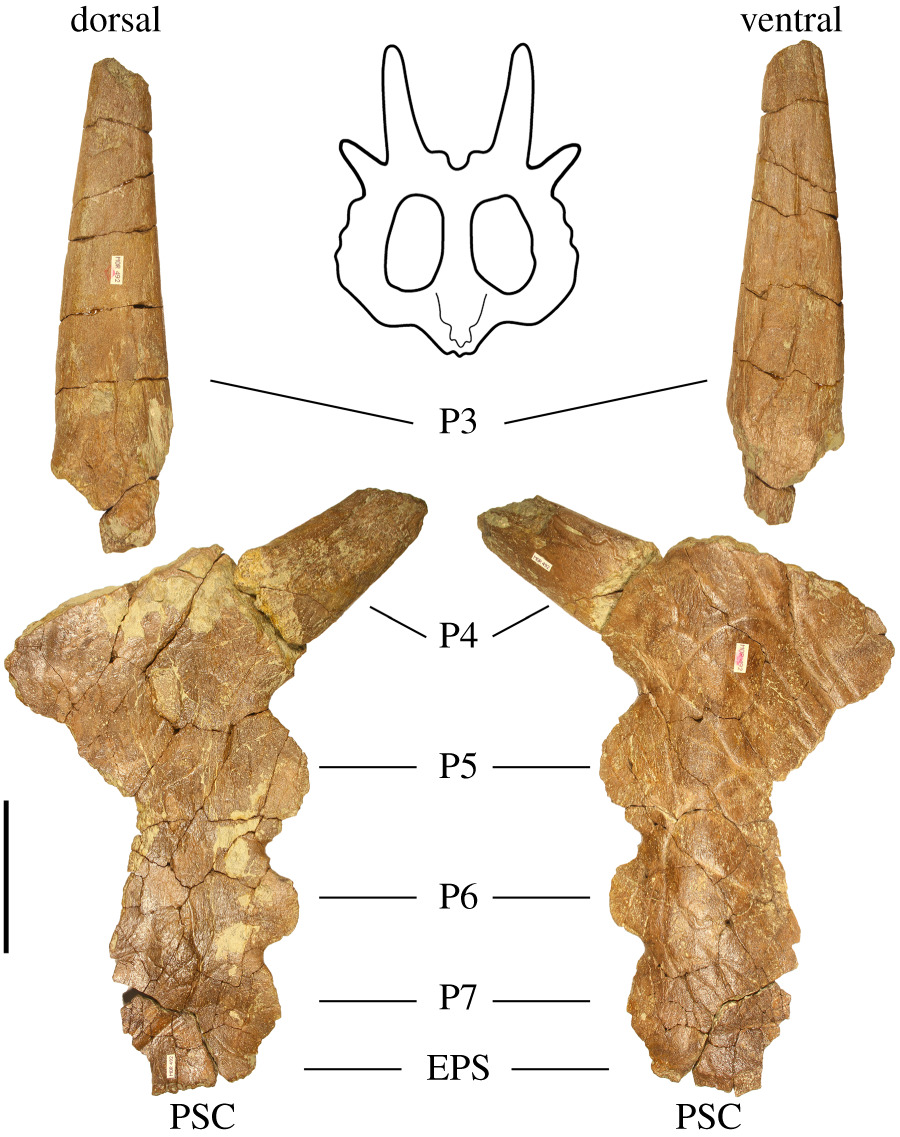
縁頭頂骨および縁鱗状骨の図説。

後期白亜紀の北アメリカでは、コロノサウリアが急速に進化・多様化してきていた。その中でも特にケラトプス類は、非常に多様で特徴的な頭骨の装飾を有しており、ララミディアの生態系において主要な大型消費者として生息していた。推定9000万～8000万年の間にケラトプス科はカスモサウルス亜科とセントロサウルス亜科に分岐し、その派生種では頭骨の装飾の傾向が異なることが多い。派生的なカスモサウルス亜科が細長い上眼窩角、小さな鼻角、四角く細長いフリルを特徴とするのに対し、セントロサウルス亜科は小さな上眼窩角や様々な大きさの瘤、より大きな鼻角、短く丸みを帯びたフリルを特徴とする。最も基盤的なセントロサウルス亜科であるディアブロケラトプスやアルベルタケラトプスは、長い上眼窩角（これはケラトプス類の姉妹群であるズニケラトプスと共通）など、ケラトプス類のいくつかの類型的特徴を示しており、より多くの派生種ではより典型的なセントロサウルス類の状態へと変化した。
モンタナ州北西部のカンパニアン階のツーメディスン層は、白亜紀後期の西部内陸の他の多くの陸生動物を産出する層と同様にセントロサウルス亜科を多数産出しており、その中から層序的に分離された3種が以前に確認されていた。ルベオサウルス・オヴァトゥス、エイニオサウルス・プロクルヴィコルニス、アケロウサウルス・ホルネリである。ブラキケラトプスを除けば、同層から報告された最初のセントロサウルス亜科はスティラコサウルス・オヴァトゥスであり、ギルモアはUSNM 11869の分離された部分的な頭頂骨から記載した。スティラコサウルス・オヴァトゥスのホロタイプは、細長く、内側に傾斜した第３縁頭頂骨、細長い第４縁頭頂骨、やや細長い第５縁頭頂骨、そして第１縁頭頂骨突起を持たないことが特徴である。ホーナーらは、層序的に連続した3属のセントロサウルス亜科(「タクソンA」、「タクソンB」、「タクソンC」）を記載し、スティラコサウルス・アルベルテンシスの直系の子孫であり、パキリノサウルスの直系の祖先であるという仮説を立てた。スコット・サンプソンは、後に「タクソンB」をエイニオサウルス・プロクルヴィコルニス、「タクソンC」をアケロウサウルス・ホルネリと命名し、これらの分類群の代替的なクレードの遺伝学的起源の可能性を提起した。エイニオサウルスは頭頂骨に細長い直線状の第３縁頭頂骨があり、鼻角が強く湾曲しており、丸みを帯びた骨の瘤が眼窩上部を形成していることから記載された。アケロウサウルスは頭頂骨が細長く、後方側方に湾曲した第３縁頭頂骨を持ち、高く隆起した眼窩上部および鼻骨の瘤を持つのが特徴である。タクソンAは、MOR 492 をホロタイプとするもので、ホーナーらによって新分類群とされたが、アンドリュー・マクドナルドとホーナーによってスティラコサウルス・オヴァトゥスと命名されるまで詳細は不明であった。その結果、保存されているMOR 492の頭頂骨の特徴である1本のホーンレットは、第３縁頭頂骨が内側に傾いているような向きをしており、それによってスティラコサウルス・オヴァトゥスと呼ばれるようになったのではないかと推測された。しかし系統解析では、本種はスティラコサウルス・アルベルテンシスの姉妹群から外されルベオサウルス・オヴァトゥスとして独立させられた。2020年４月に発表された論文では、MOR 492とルベオサウルスの標本は、スティラコサウルス・オヴァトゥスとは関連がなく、S・オヴァトゥスにはそのホロタイプUSNM 11869のみで構成されていることが示唆された。改訂された系統解析ではオヴァトゥス種はスティラコサウルス・アルベルテンシスと姉妹群の関係にあり、その結果、ルベオサウルスという属名は不適格となった。 これは、層序的に先行するスティラコサウルス・アルベルテンシスと層序的に連続するエイニオサウルスとの間の中間・過渡的なものであると推測される独特な特徴の組み合わせから判断された。セントロサウルス亜科におけるステラサウルスの重要性とその進化様式に関する仮説は、統一参照枠の中で評価され、他の属との層序的、地理的、系統的な関係を説明し、その個体発生的な状態と形態学的な保存がその診断的特徴の解釈にどのように影響するかを明かにしている。参考可能な層序学的、地理的、および対応する遷移形態学的証拠はすべて、スティラコサウルス・アルベルテンシス並びにおそらくパキリノサウルスと共に、トゥーメディスン層のセントロサウルス亜科は基盤的な単一クレードのメンバーであるという仮説と一致しているとされた。
ステラサウルスのホロタイプMOR 492は、単離した断片的な部分頭骨で、左頭頂骨、頭頂骨バー正中線近位部、ほぼ完全な対をなす癒合した鼻骨、左前上顎骨の一部、左後眼窩骨の一部、およびそれと関連する上眼窩角を保存している。MOR 492 はトゥーメディスン累層最上部の堆積物から採集されたもので、同層とそれを覆うベアパウ累層との間の接触点より65 m下にある。記載論文では、エイニオサウルスやアケロウサウルスの形態学的記載や参考標本との比較が行われた。地質単位の相関関係とそれに対応する生物層序学的推論は、ファウラーの再校正された放射線年代測定に従っており、これは北米西部の白亜紀後期の地層の最新かつ正確な相関関係を示すものである。
ステラサウルスの系統的な位置付けを評価するために、ティコスキらのキャラクターマトリックスを改変したものを用いて、ベイズ分析とパラシモニー系統推論の両方の分析が行われた。ベイズ分析はランドらが行った分析のパラメータを用いて、MrBayes 3.2 で行われた。 また、ネオケラトプシア、ケラトプス科、セントロサウルス亜科のノードの年代を制約するために較正が追加された。広く使われているセントロサウルス亜科のキャラクターマトリックスに以前は含まれていなかった条件を考慮して、4つの新しいアカウントが加えられた。以前のマトリクスにもそのようなアカウントは含まれており、上眼窩角は考慮に含まれていたが、鼻角は含まれておらず、また単に「発現されていない、または明瞭である」という程度で定量的ではなかった。
その研究では、MOR 492をスティラコサウルス・オヴァトゥスに再同定するために、まず、頭頂骨の重要な突起の相同性については可能な限り推論を少なくしながら、その頭骨の解剖学的構造が記載された。その結果、MOR 492の形態学的特徴をこれまでの解釈と比較し、縁頭頂骨の正確な相同性、特にMOR 492がもはやスティラコサウルス・オヴァトゥスには該当しないことが結論づけられ、ステラサウルス・アンケラエとして新属新種記載された。

## 学名
ステラサウルスという属名は古代ギリシア語で「星のトカゲ」を意味する。頭頂骨のギザギザした装飾の形状とデビッド・ボウイの楽曲「スターマン（Starman）」に因んでいる。